# هتل فور سیزنز مسکو
هتل فور سیزنز مسکو، هتلی لوکس و مدرن در میدان مانژنایا در منطقه تورسکوی، مرکز مسکو، روسیه است. این هتل در ۳۰ اکتبر ۲۰۱۴ با نمایی شبیه به هتل مسکوا شوروی دهه 1930 (روسی: Гости́ница «Москва́» افتتاح شد) که قبلاً در همین مکان قرار داشت. این بنا در نزدیکی میدان سرخ و در مجاورت تالار شهر قبل از انقلاب واقع شده است.
این هتل از زمان افتتاح تا سال ۲۰۲۲ توسط هتل‌ها و استراحتگاه‌های چهار فصل اداره می‌شد، تا اینکه این مجموعه به دلیل تحریم‌های اقتصادی اعمال شده بر روسیه در نتیجه حمله روسیه به اوکراین، مدیریت هتل را متوقف کرد. این هتل همچنان از این نام استفاده می‌کند، اگرچه دیگر بخشی از این زنجیره بین‌المللی نیست.

## تاریخچه

### ساختار اصلی
این هتل به دلیل استفاده از دو طرح مختلف برای بال‌های سازه مرکزی قابل توجه بود. رایج‌ترین (و احتمالاً جعلی) توضیح این است که شوسف یک طرح مفهومی واحد از نما را به استالین ارائه داد که نیمی از آن یک گزینه طراحی و نیمی دیگر یک گزینه طراحی متفاوت برای بال‌های ساختمان را نشان می‌داد. طبق داستان، استالین بدون توجه به دو گزینه، طرح را امضا کرد. از ترس اینکه استالین متوجه نشود که در انتخاب طرح شکست خورده است، تصمیم گرفته شد که به سادگی یک بال از هر گزینه طراحی، در دو طرف ساختمان ساخته شود. یکی شامل پنجره‌های بزرگ و نمای آراسته‌تر بود، در حالی که دیگری پنجره‌های کوچکتر و جزئیات ساده‌تر بقیه نمای هتل را حفظ کرد. لابی هتل اصلی شامل ورودی به ایستگاه متروی مسکو، اوخوتنی ریاد، بود. در طول نبرد مسکو، توپ‌های ضدهوایی بر فراز هتل نصب شدند. برچسب ودکای استولیچنایا دارای یک طرح خطی از هتل است. هتل مسکوا در سال ۱۹۷۷، به مناسبت شصتمین سالگرد انقلاب اکتبر، گسترش یافت. یک بال جدید ۶ طبقه در قسمت پشتی، رو به میدان انقلاب، ساخته شد. هتل مسکوا در سال ۲۰۰۴ تخریب شد.

### سازه مدرن
سازه اصلی برای برآورده کردن نیازهای یک هتل درجه یک بیش از حد قدیمی شده بود، بنابراین کاملاً تخریب و با یک نمونه مشابه جایگزین شد که امکانات مدرن داخلی و یک پارکینگ زیرزمینی به آن اضافه شد. بخش اول مجموعه جدید، رو به میدان انقلاب، در محل بخش تخریب شده سال ۱۹۷۷ ساخته شد. این بخش که شامل دفاتر اداری و یک مرکز خرید به نام «فصل مد» بود، در سال ۲۰۱۲ افتتاح شد.
بخش هتل، در محل ساختمان سال ۱۹۳۵، نمای نمادین را با پیروی از نقشه‌های بیرونی شوسف تا حد امکان دقیق، بازسازی می‌کند. این هتل در ۲۵ اکتبر ۲۰۱۴ با نام هتل چهار فصل مسکو افتتاح شد.
از سال ۲۰۱۶، الکسی خوتین، تاجر روسی، مالک این هتل بود. هتل‌های فور سیزنز در مارس ۲۰۲۲ به دلیل تحریم‌های اقتصادی پس از حمله روسیه به اوکراین، مدیریت هتل را متوقف کردند، اما هتل همچنان از نام آنها استفاده می‌کند، اگرچه دیگر با این هتل‌های زنجیره‌ای مرتبط نیست.

## نگارخانه

هتل مسکوا/هتل فور سیزنز مسکو
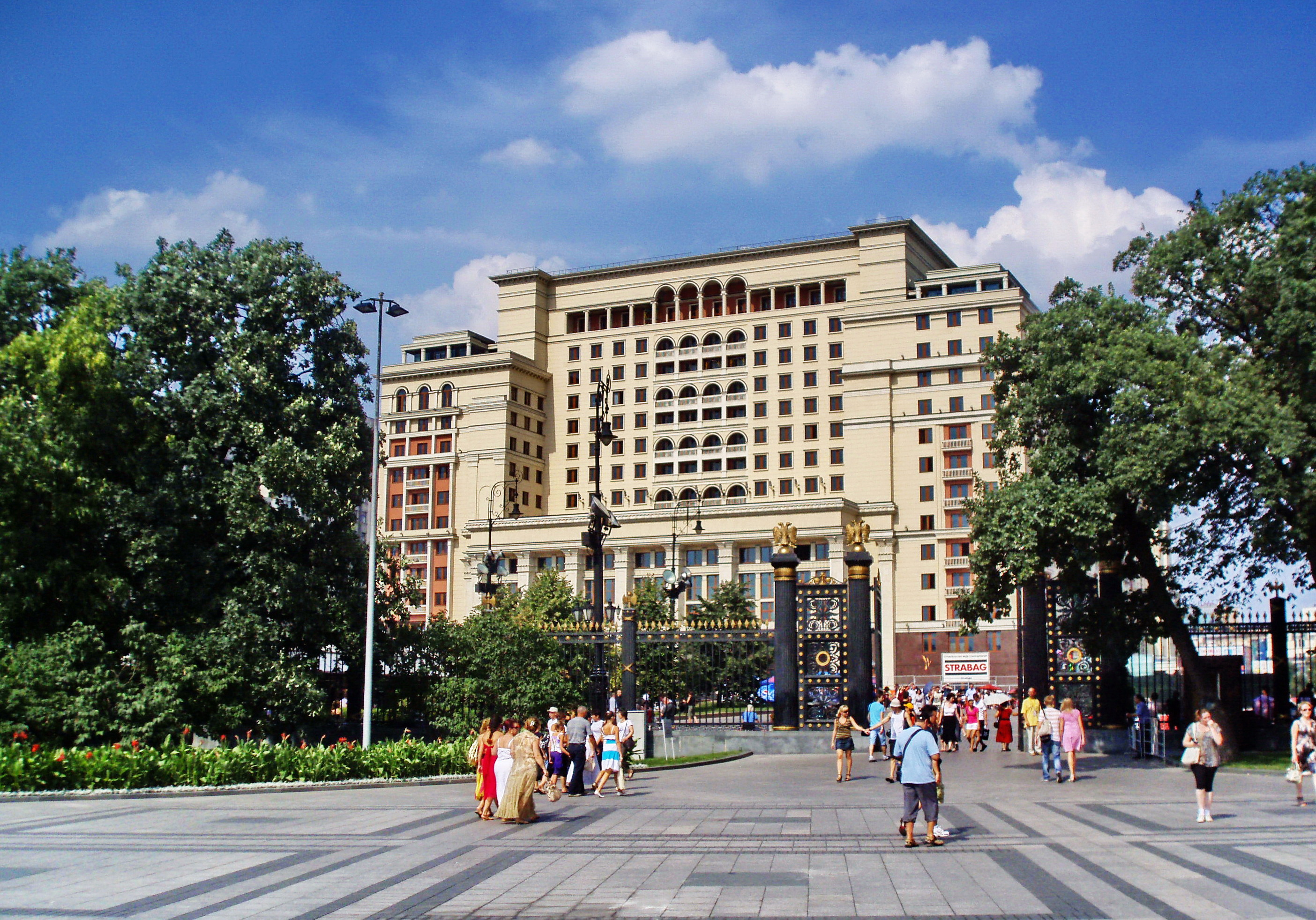
هتل فور سیزنز مسکو
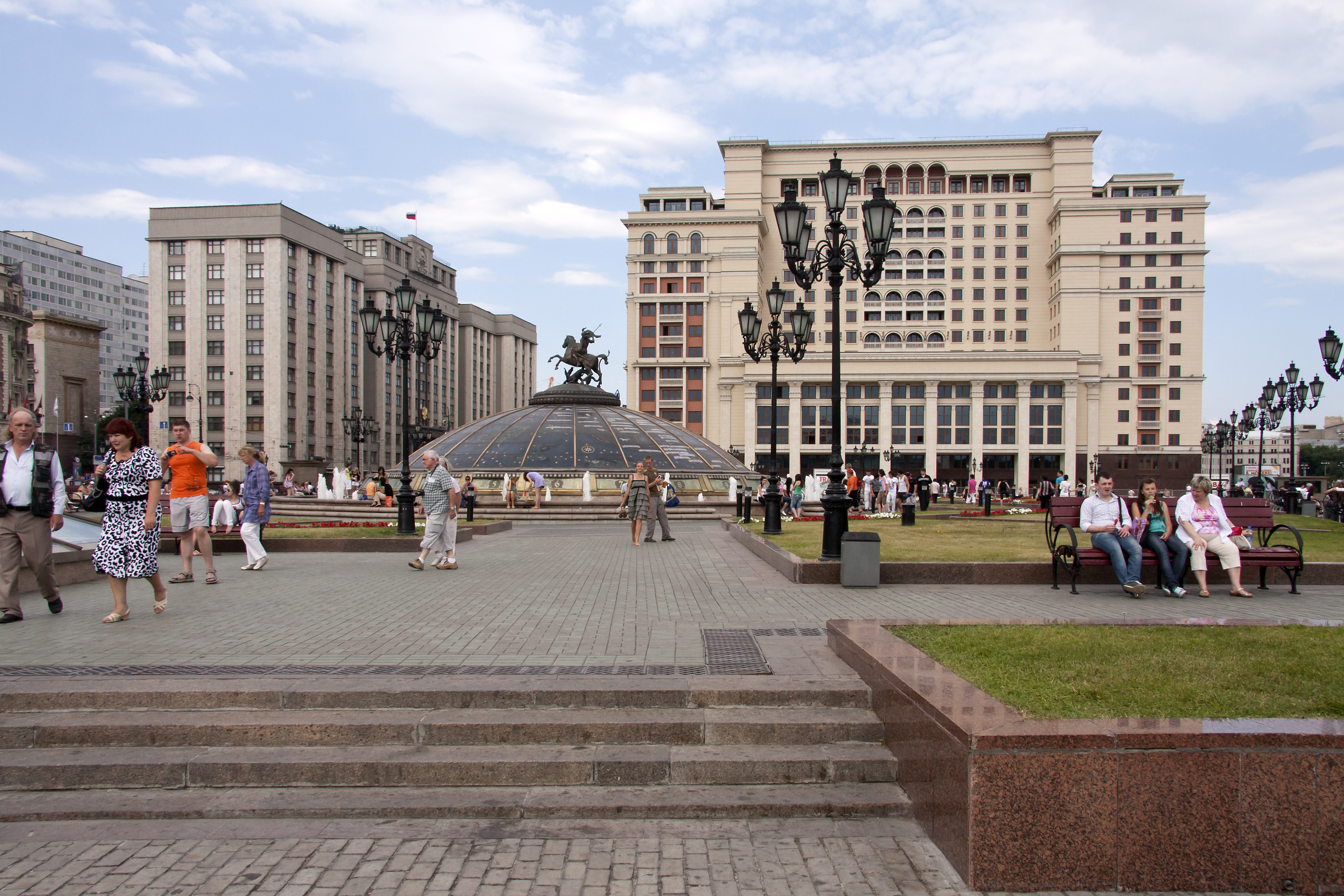
هتل چهار فصل مسکو، با میدان مانژنیا در پیش زمینه
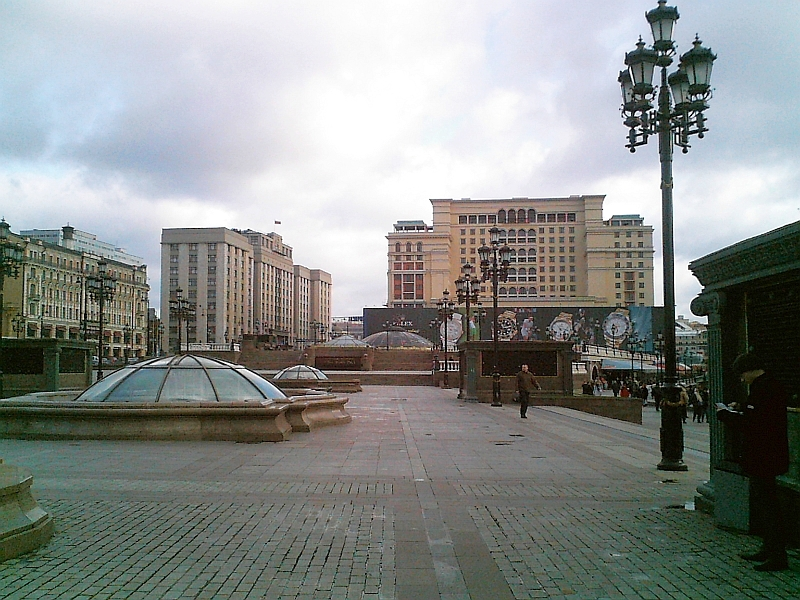
هتل چهار فصل مسکو، در حال ساخت، روبروی میدان مانژنایا ، ۲۰۰۸
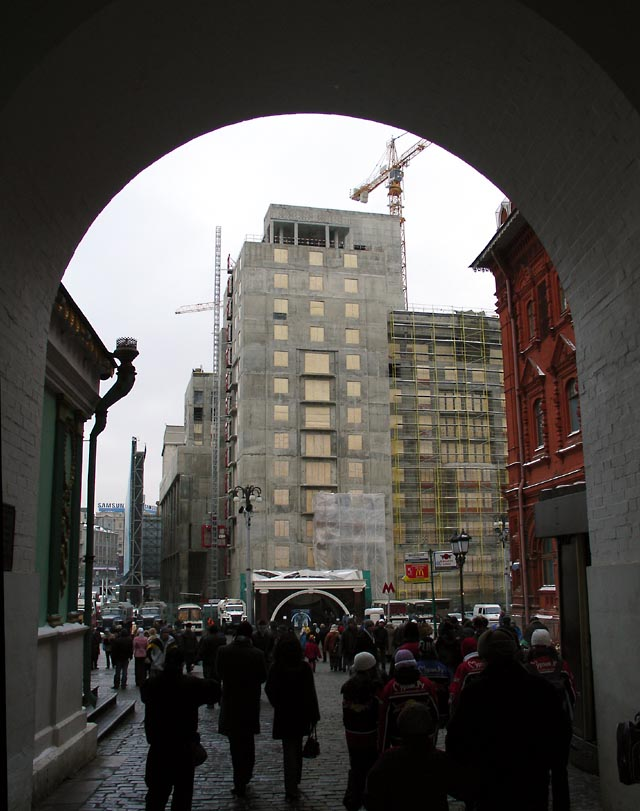
ساخت هتل چهار فصل مسکو، ۲۰۰۷
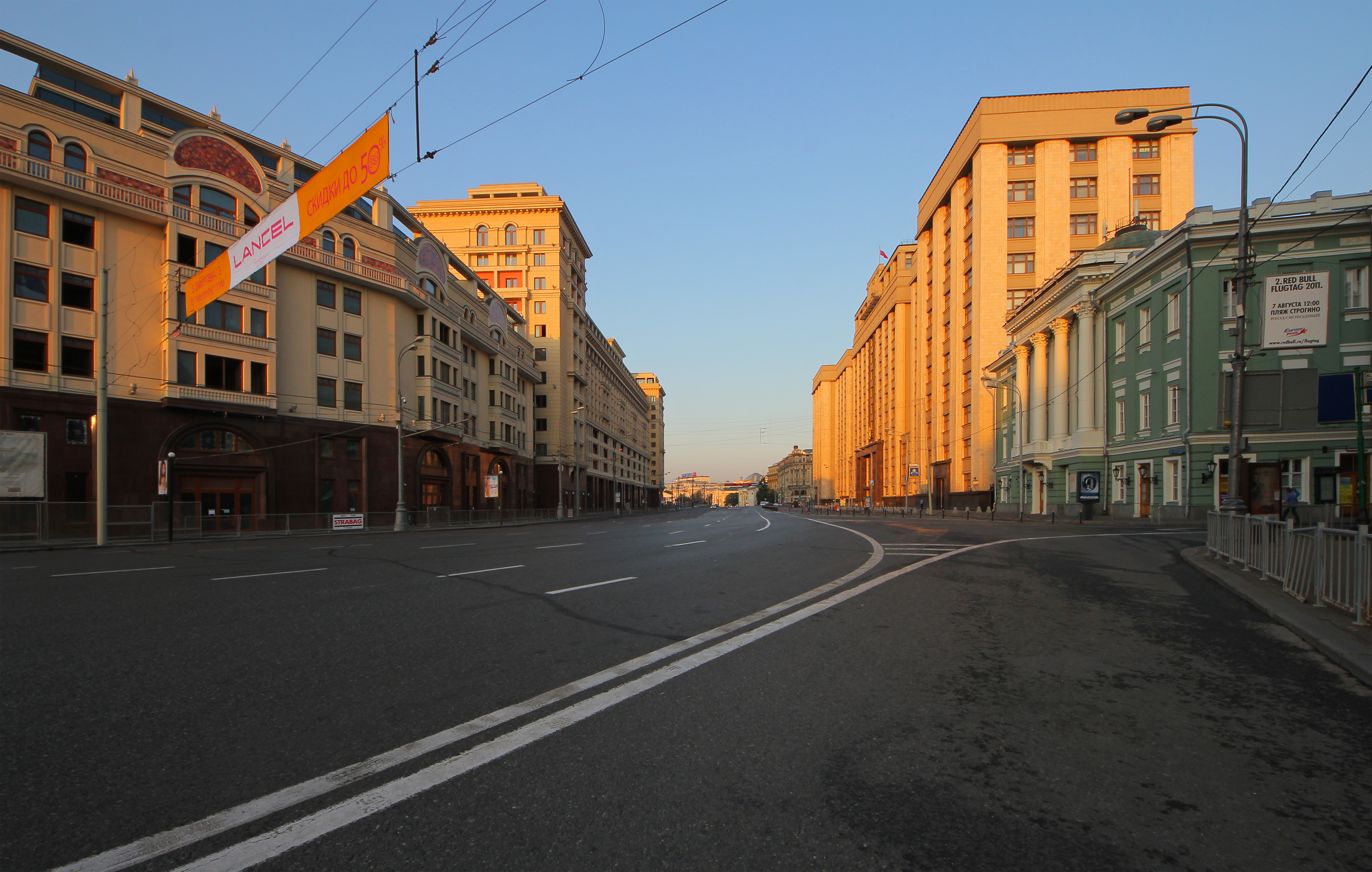
خیابان اوخوتنی ریاد، با مرکز خرید فشن سیزن در سمت چپ و هتل فور سیزن مسکو در دوردست
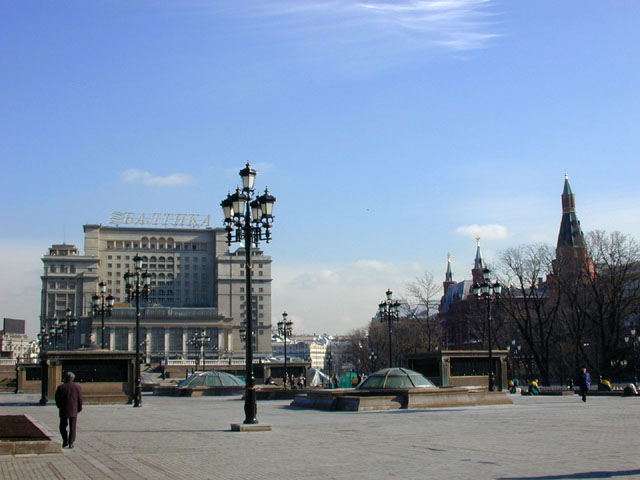
هتل اصلی مسکو درست قبل از تخریب، با یک تابلوی نئون بزرگ که آبجوی بالتیکا را تبلیغ می‌کند.
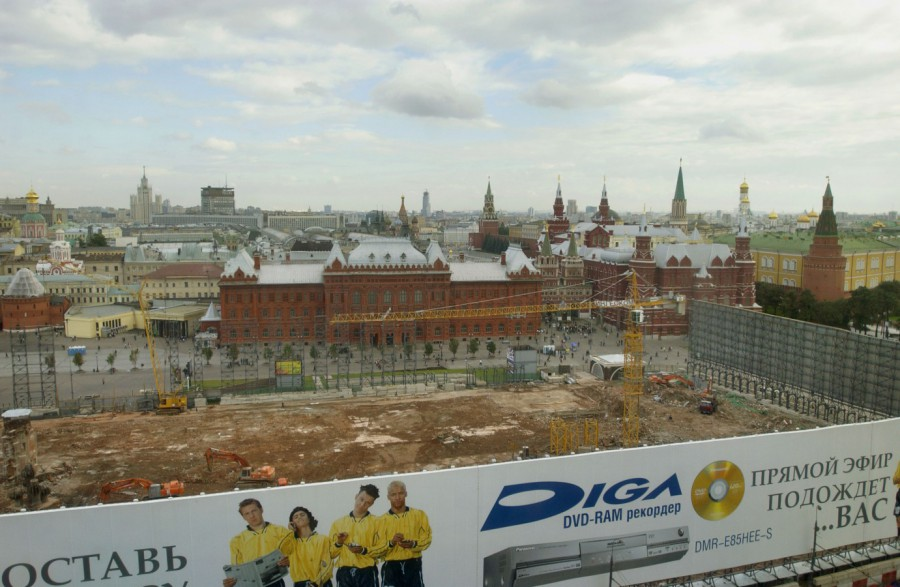
پس از تخریب ساختمان ۱۹۳۵
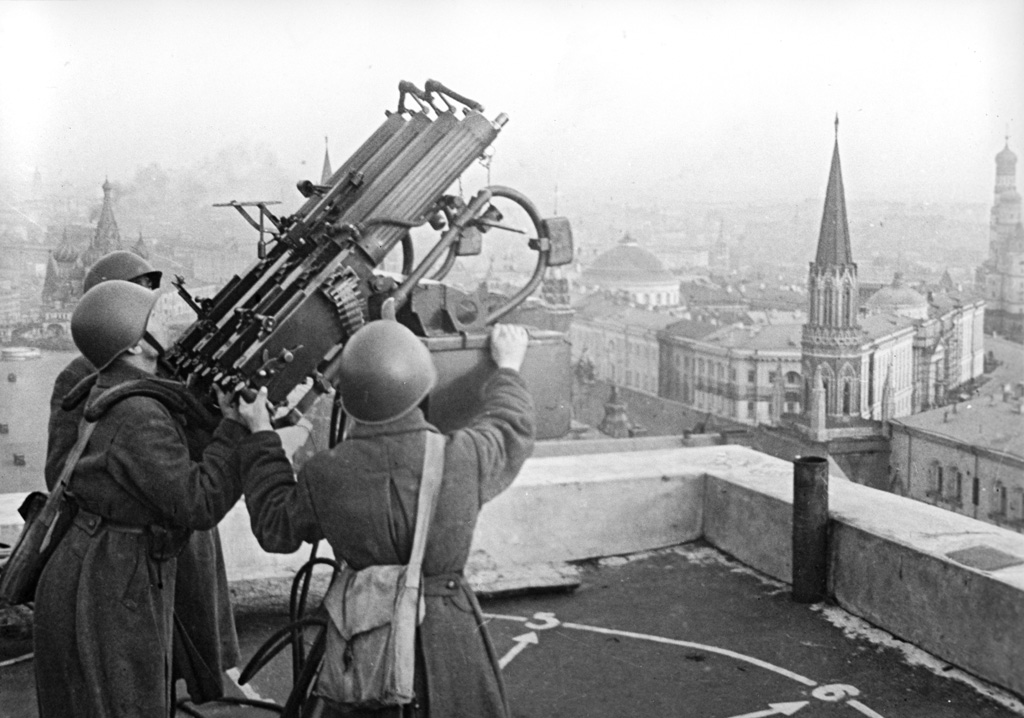
توپچی‌های ضدهوایی بر روی پشت بام هتل مسکوا در طول نبرد مسکو در سال ۱۹۴۱
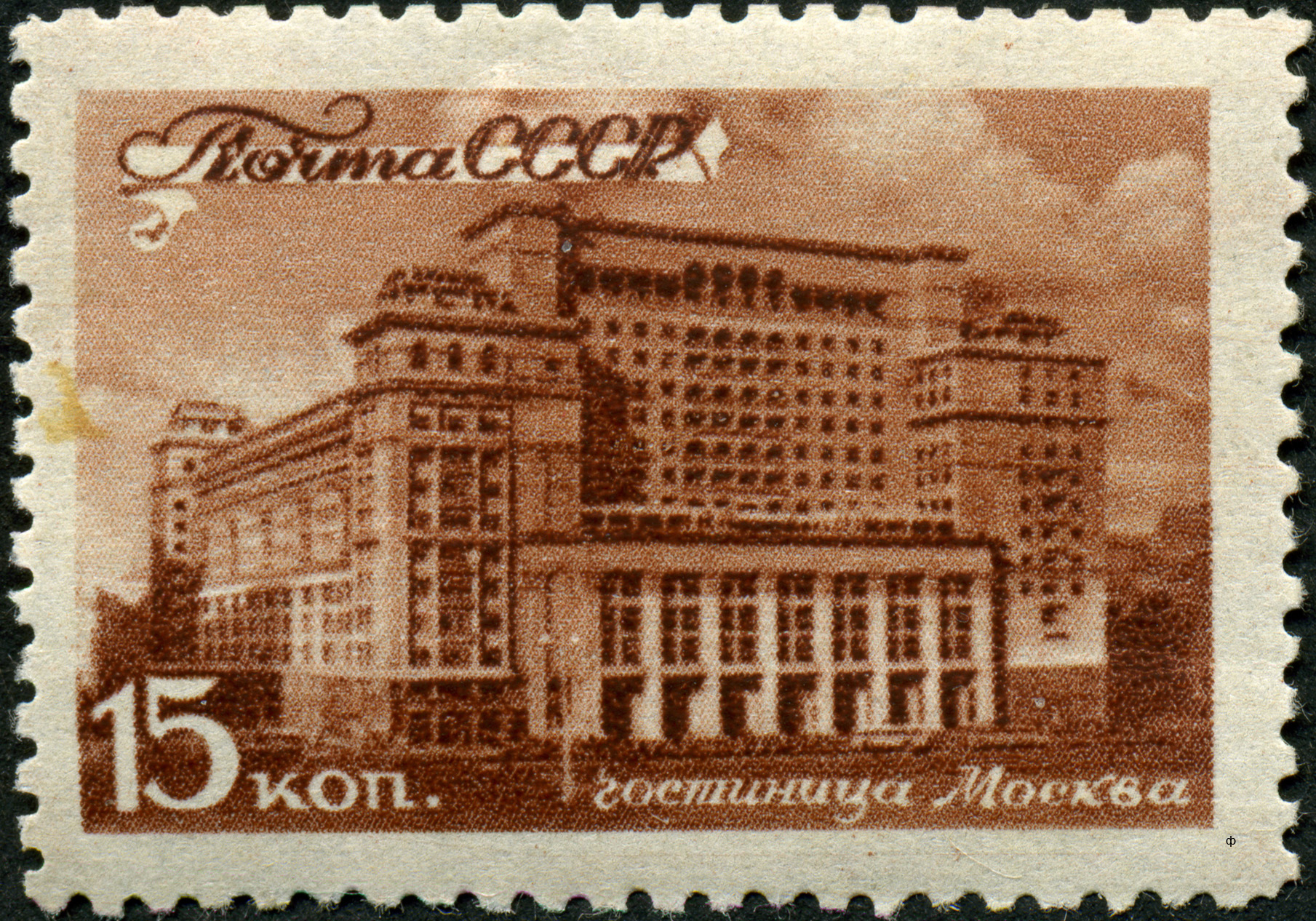
تمبر شوروی با تصویر هتل مسکوا
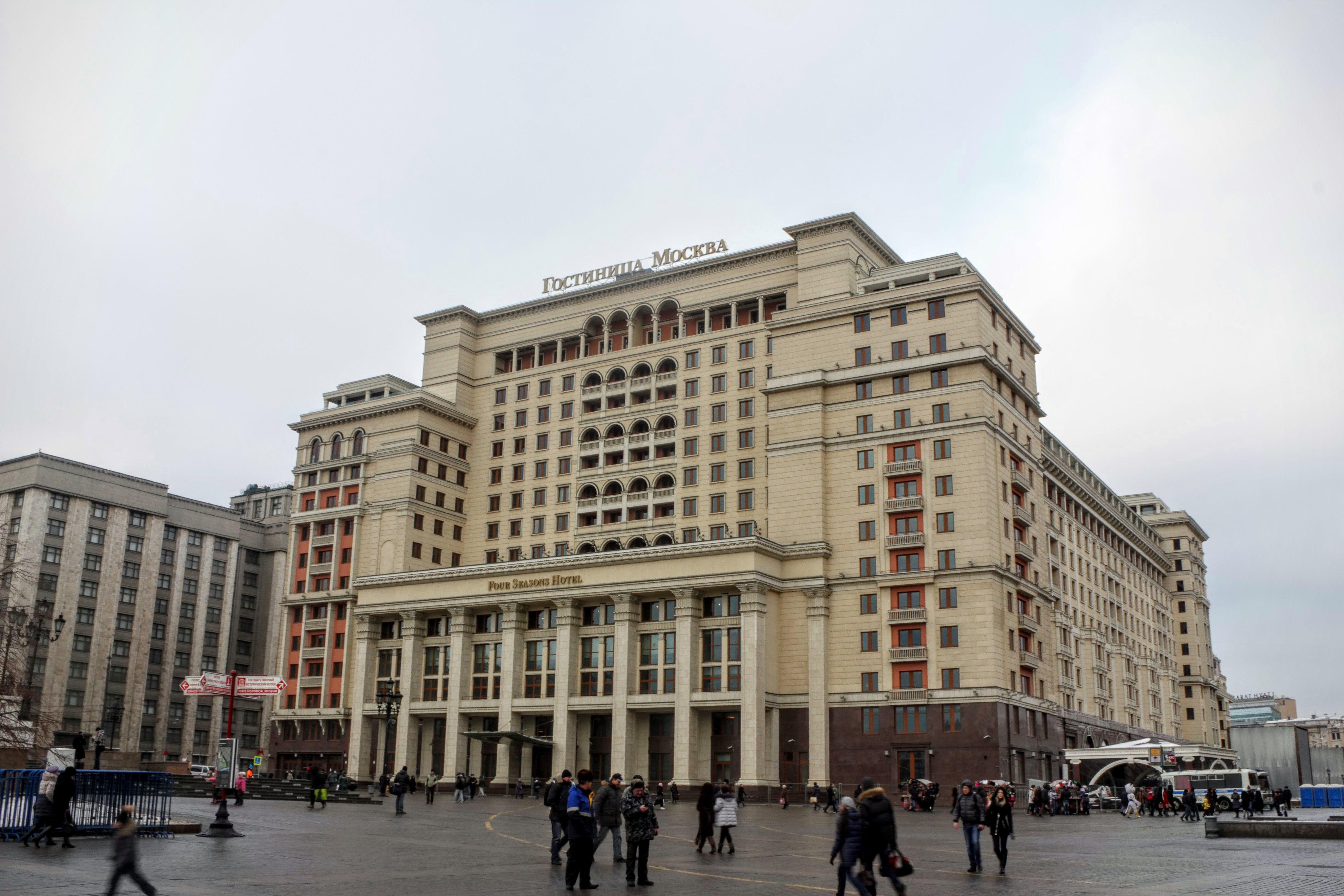
نمای هتل چهار فصل در زمستان